# Los Fernández de Peralvillo
Los Fernández de Peralvillo és una pel·lícula mexicana dramàtica del director mexicà Alejandro Galindo estrenada en 1954. Va obtenir el Premi Ariel a la millor pel·lícula. La pel·lícula es basa en una obra de Juan H. Durán i Casahonda. Protagonitzada per Sara García, Victor Parra, i David Silva.

## Sinopsi
Un jove venedor d'electrodomèstics importats, oriünd del barri de Peralvillo, ven treballosament la seva mercaderia de porta en porta. Desesperat per la seva precària situació i al capdavant d'una família nombrosa presa l'oportunitat que li ofereix un antic company per a unir-se a una societat mercantil en la qual escalarà ràpidament, en bona part gràcies a negocis bruts dels quals aquesta societat serveix de tapadora.

## Repartiment
- David Silva - Roberto
- Víctor Parra - Mario
- Sara García - Doña Chita
- Andrés Soler - Don Pancho
- Rebeca Iturbide - Martha
- Salvador Quiroz

## Premis
Los Fernández de Peralvillo va rebre sis premis i nominacions als Premis Ariel.
| Any  | Premi | Categoria              | Nominat                | Resultat  |
| ---- | ----- | ---------------------- | ---------------------- | --------- |
| 1955 | Ariel | Millor pel·lícula      | Millor pel·lícula      | Guanyador |
| 1955 | Ariel | Millor Director        | Alejandro Galindo      | Guanyador |
| 1955 | Ariel | MillorActor            | Victor Parra           | Guanyador |
| 1955 | Ariel | Millor actor de quatre | Andrés Soler           | Nominat   |
| 1955 | Ariel | Millor actriu          | Leonor Llausás         | Guanyador |
| 1955 | Ariel | Millor guió original   | Juan Durán y Casahonda | Guanyador |
| 1955 | Ariel | Millor guió adaptat    | Marco Aurelio Galindo  | Guanyador |
| 1955 | Ariel | Millor edició          | Gloria Schoemann       | Nominat   |
| 1955 | Ariel | Millor so              | Manuel Topete          | Nominat   |